# Latifa
Latifa bzw. Latifah ist ein weiblicher Vorname.

## Herkunft und Bedeutung
Der Name Latifa(h) kommt aus dem Arabischen (arabisch لطيفة, DMG Laṭīfa) und bedeutet „freundlich“, „angenehm“.
Eine weitere Namensvariante ist Lateefah.

## Namensträgerinnen

### Latifa
- Latifa (Sängerin) (* 1961), tunesische Sängerin
- Latifa Jbabdi (* 1955), marokkanische Frauenrechtlerin, Soziologin und Journalistin
- Latifa az-Zayyat (1923–1996), ägyptische Schriftstellerin
- Latifa bint Muhammad Al Maktum (* 1985), Tochter des Herrschers des Emirates Dubai, Scheich Muhammad bin Raschid Al Maktum

sowie
- Lalla Latifa (1946–2024), Witwe des marokkanischen Königs Hassan II.

### Latifah
- Şirvan-Latifah Çakici (* 1980), deutsche Politikerin und Unternehmerin

### Lateefah
- Lateefah Simon (* 1977), US-amerikanische Politikerin